# Justine Gaga
Justine Gaga, de son vrai nom Justine Ngaga, née en 1974 à Douala, est un artiste plasticienne, de nationalité camerounaise.

## Biographie

### Enfance et débuts
Fille d'un photographe, son amour des images nait dès sa prime enfance. En 1976 elle décide d'apprendre la sérigraphie et l'abandonne lorsqu'elle découvre l'atelier   du peintre Viking Kamganyang. Elle s'initie alors à la peinture.

### Etudes
Elle entame sa formation à l'Atelier viking qui est le seul atelier qui dispose d'une bibliothèque qui fournie en ouvrage sur les arts visuels en 1997, puis elle entre en résidence  au laboratoire contemporain ArtBakery, où elle fait une formation beaucoup plus conceptuelle.

## Carrière
Elle débute sa première présentation publique en 2022 à l'occasion du Squatt'art organisé par l'artiste Koko Komégné.

## Distinctions
- 2010 : Bourse UNESCO Aschberg, Colombie[1].
- 2008 : Lauréate Visa pour la création, Culturesfrance[1].

## Expositions individuelles
- 2012 : « Indignation », Doual'art, douala, Cameroun[1].
- 2010 : « Unknown », Galerie Centre Colombo Américano, Medellín, Colombie[1].
- 2008 : « Masoma », Galerie Keuko, Douala, Cameroun[1].
- 2008 : « Etranger », Alliance française, Gaborone, Botswana[1].
- 2007 : « Mbolo », Africréa, Yaoundé, Cameroun[1].

### Articles annexes
- Art contemporain africain
- Blaise Bang
- Liste d'artistes contemporains africains